# Jean Henri de Coene

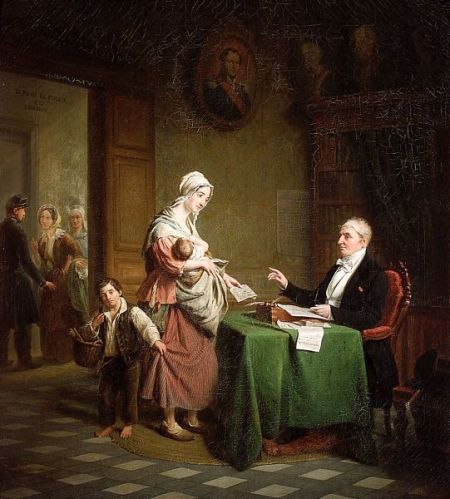
All'ufficio di polizia

Jean Henri de Coene (Nederbrakel, 1798 – Bruxelles, 1866) è stato un pittore belga.

## Biografia
Fu allievo di David e di Joseph Paelinck prima di divenire professore nell'Académie royale des Beaux-Arts di Bruxelles. Nicaise de Keyser ne dipinse un ritratto.

## Opere
- La merlettaia, olio su tela, 31 x 26,5 cm, Musée royal d'art moderne, Bruxelles
- L'incredulità di san Tommaso, olio su tela, 37 x 47 cm, Musée royal d'art moderne, Bruxelles
- Autoritratto, olio su tela, 76 x 61 cm, Musée royal d'art moderne, Bruxelles